# Astragalus amphioxys
Astragalus amphioxys är en ärtväxtart som beskrevs av Asa Gray. Astragalus amphioxys ingår i släktet vedlar, och familjen ärtväxter.

## Underarter
Arten delas in i följande underarter:
- A. a. amphioxys
- A. a. modestus
- A. a. vespertinus

## Bildgalleri

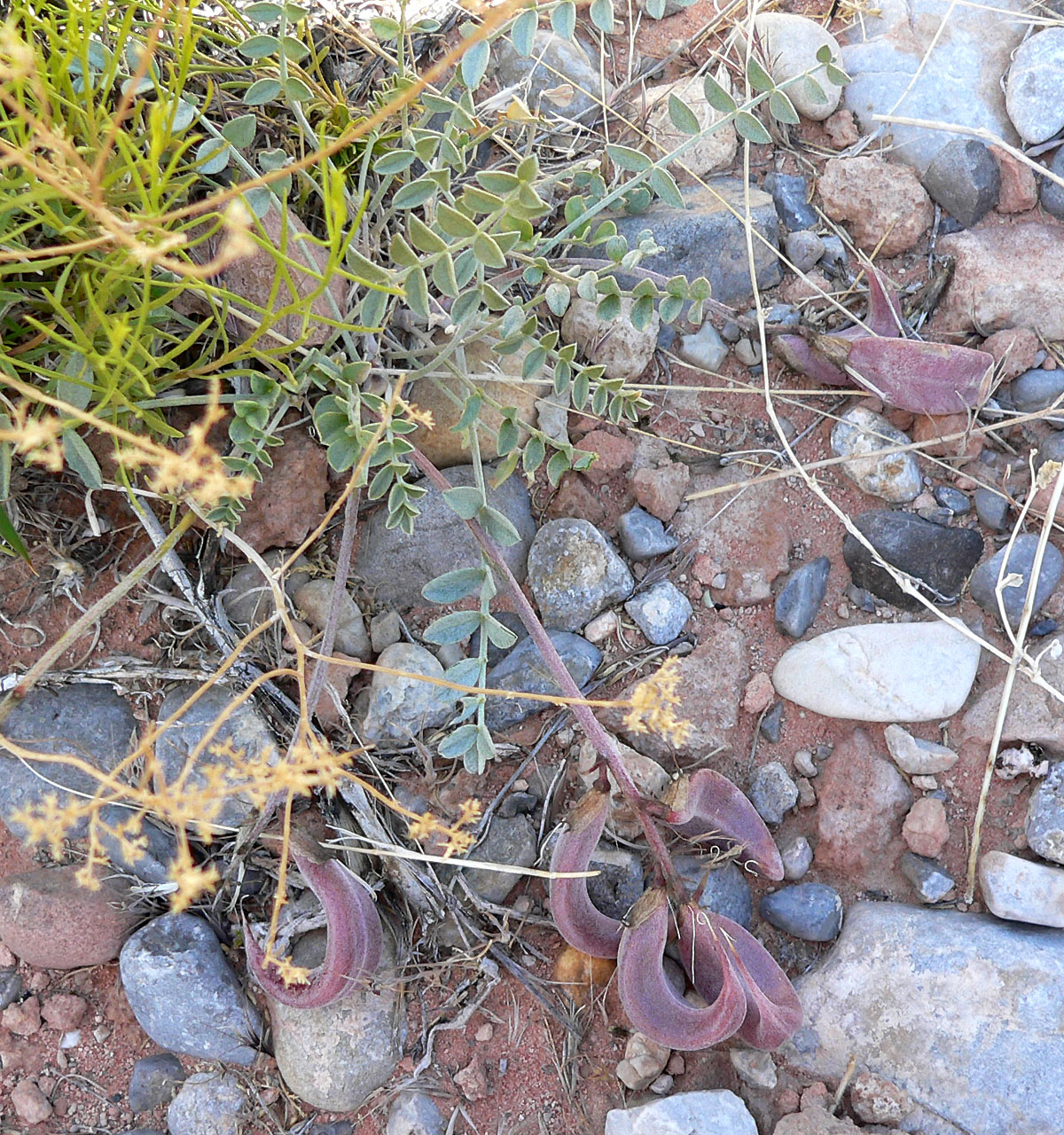
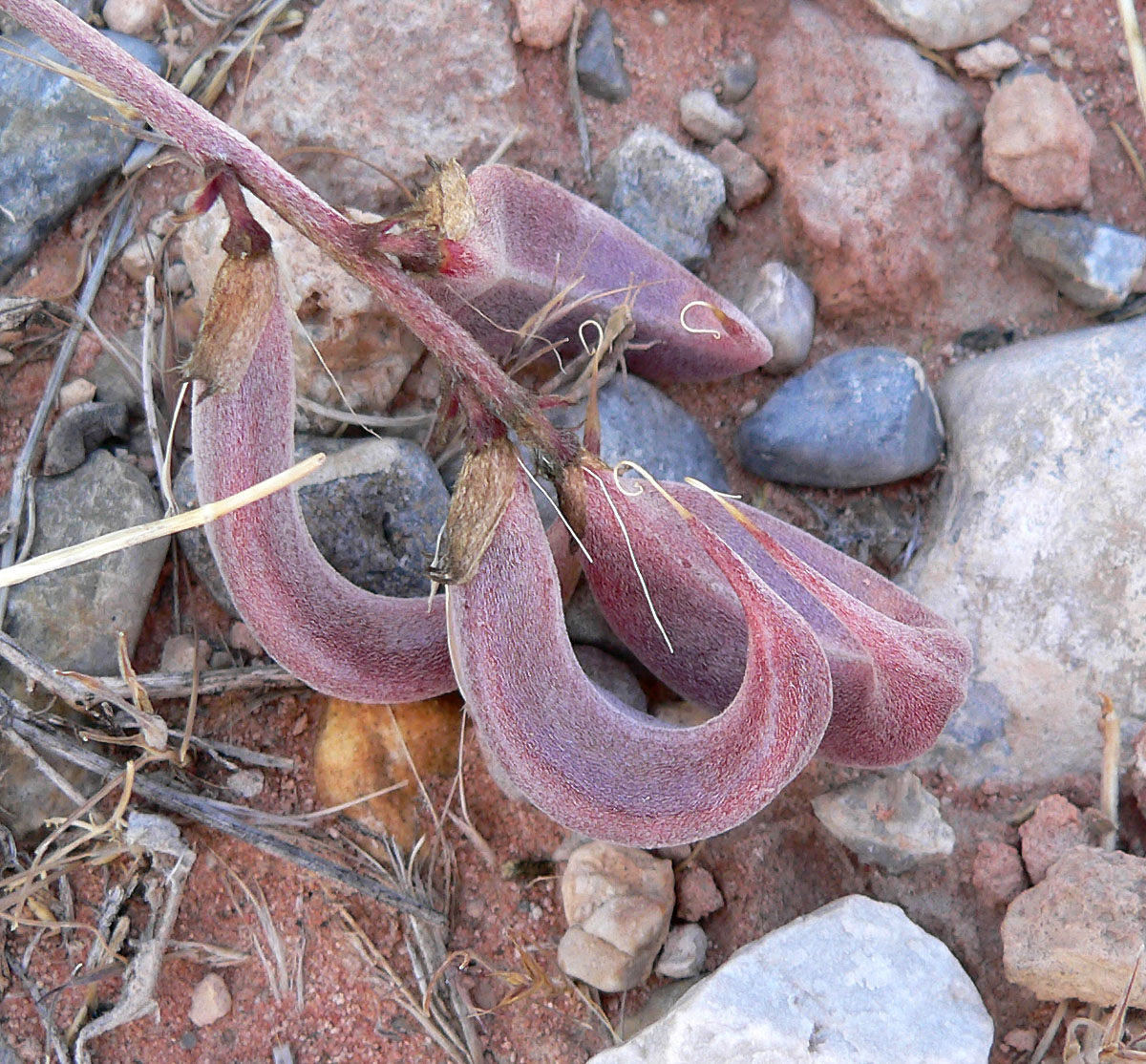
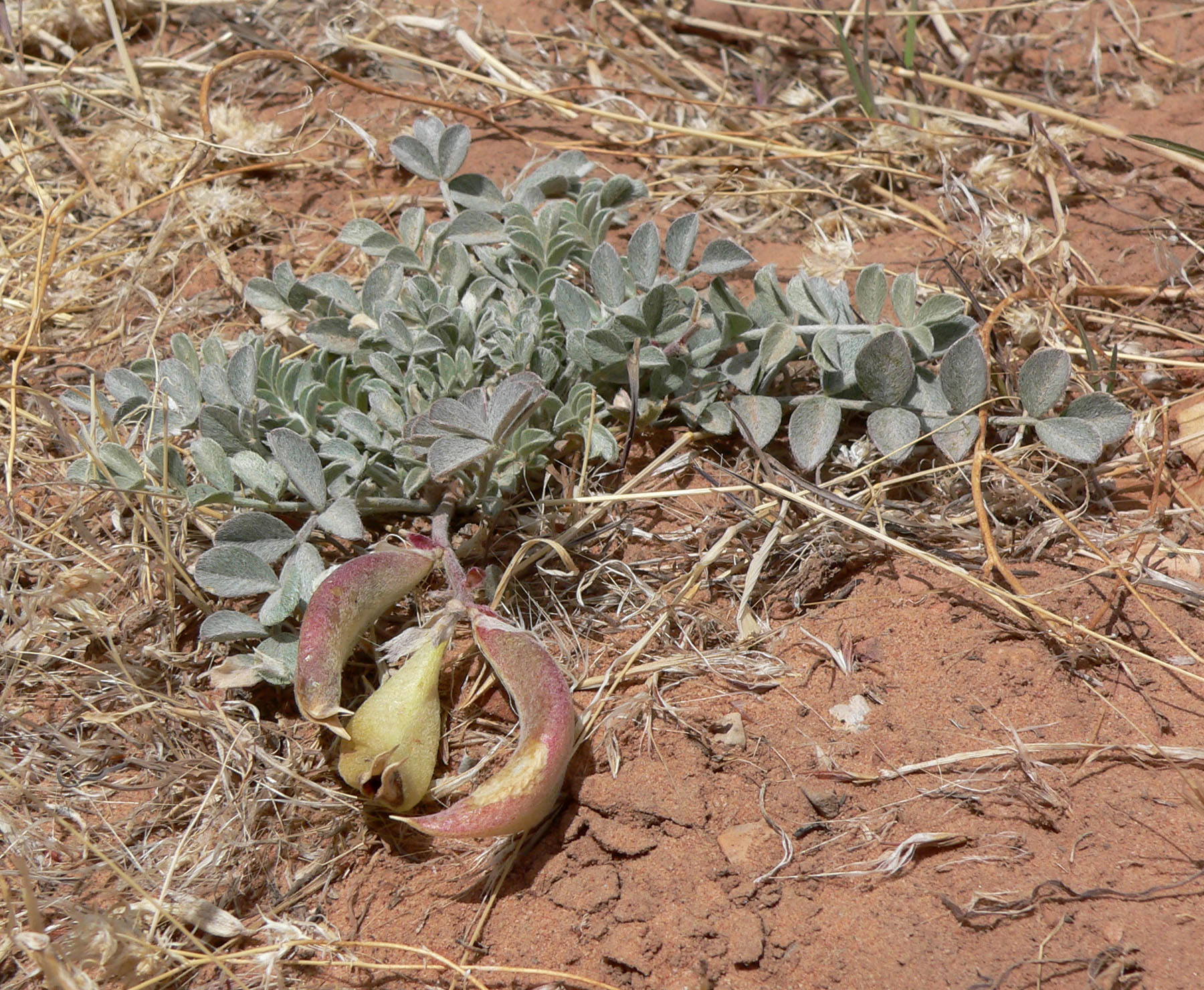
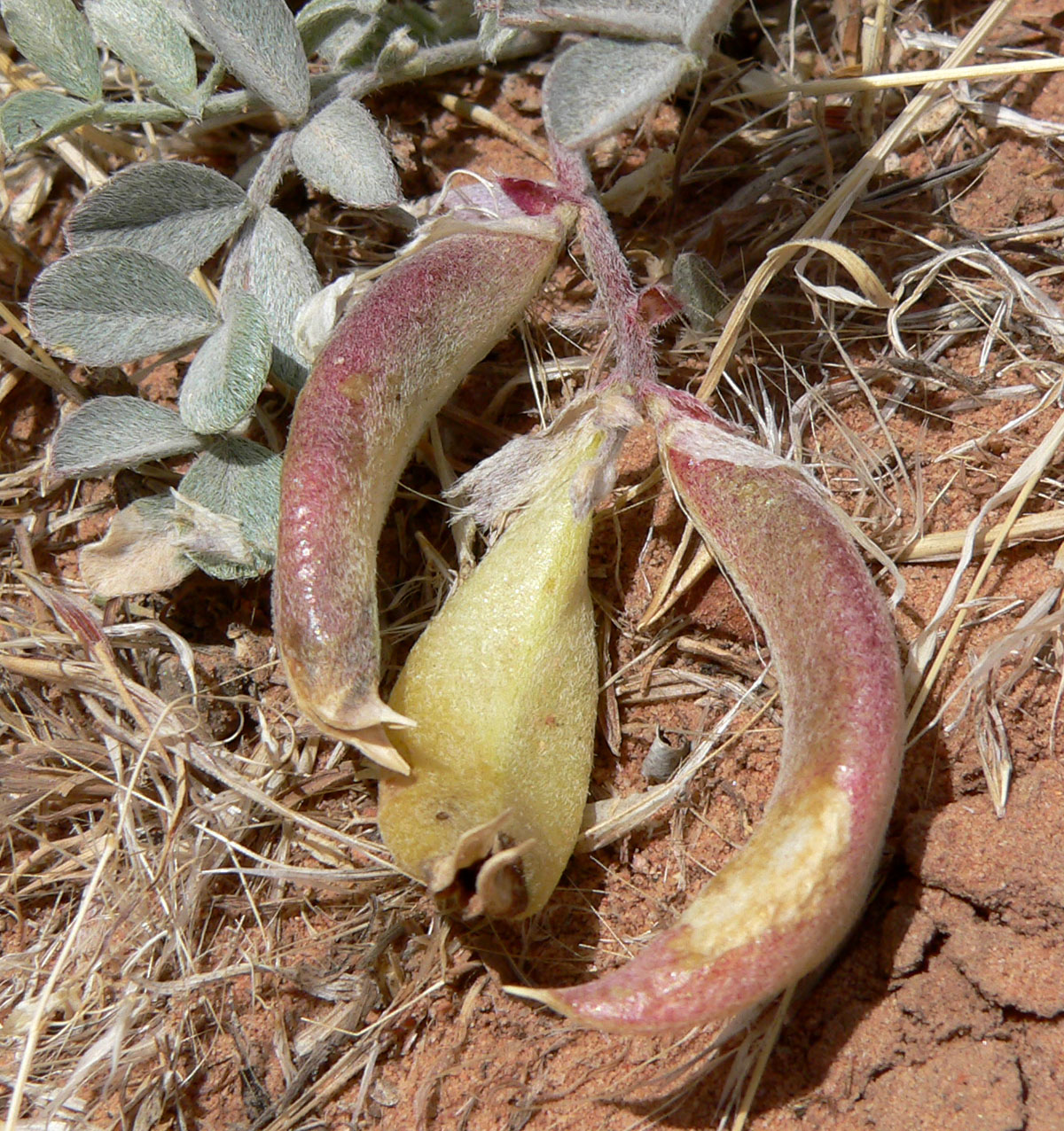
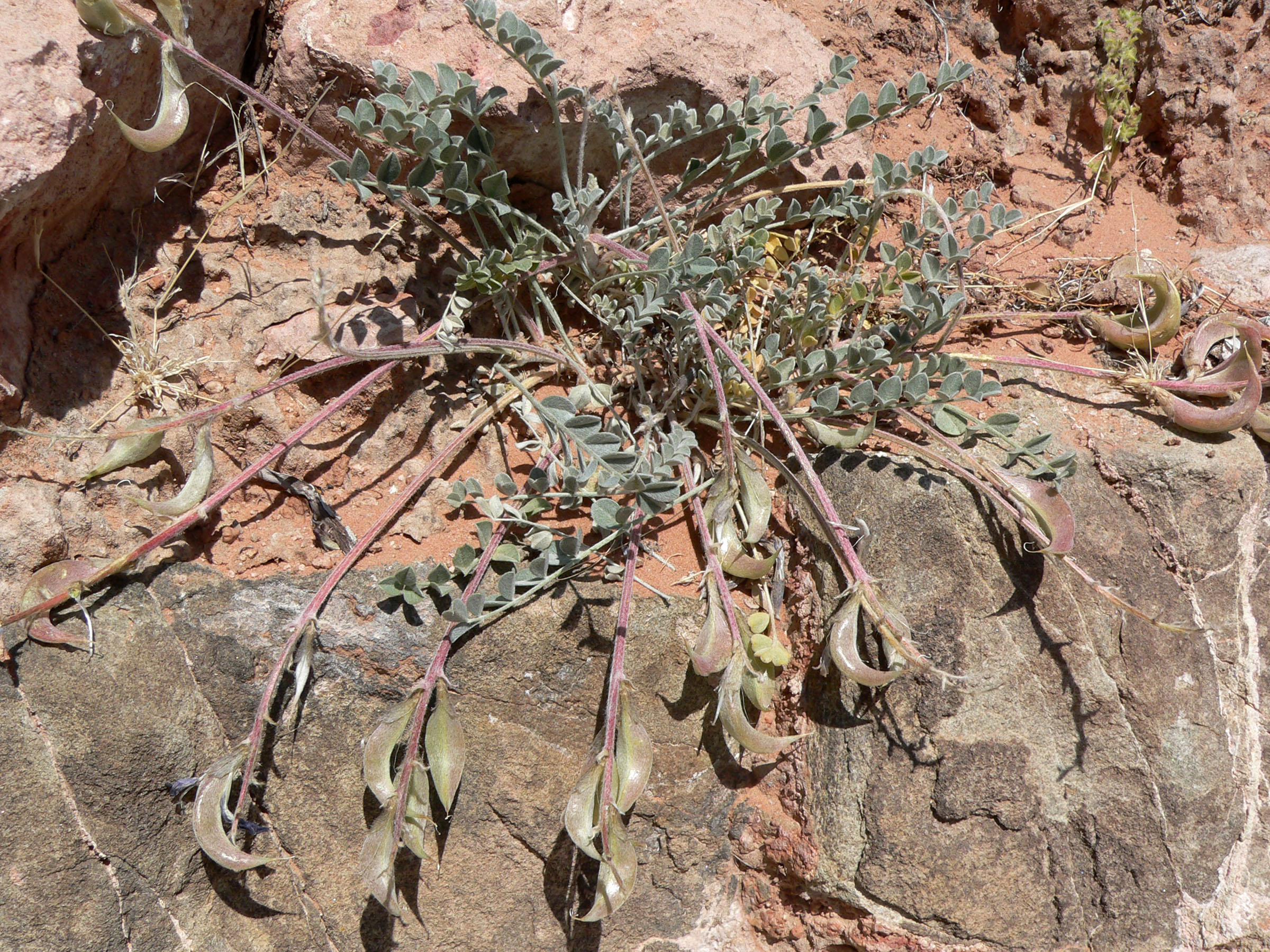